# Карашинці
Кара́шинці — село в Україні, у Хоростківській міській громаді Чортківського району Тернопільської області. До 2015 підпорядковане Хоростківській міській раді.
Населення — 511 осіб (2002).

## Географія
Розташоване на річці Тайна, на півночі району, неподалік міста Хоростків.

### Клімат
Карашинці знаходяться в межах вологого континентального клімату із теплим літом.

## Історія
Перша писемна згадка — 1650.
З 1947 року мешканці села зазнали каральної акції операції «Захід».
З 24 серпня 1991 року село входить до складу незалежної України.
12 червня 2020 року, відповідно до розпорядження Кабінету Міністрів України № 724-р «Про визначення адміністративних центрів та затвердження територій територіальних громад Тернопільської області» увійшло до складу Хоростківської міської громади.
19 липня 2020 року, в результаті адміністративно-територіальної реформи та ліквідації Гусятинського району, село увійшло до складу новоутвореного Чортківського району.

## Населення

### Мова
Розподіл населення за рідною мовою за даними перепису 2001 року:
| Мова       | Кількість | Відсоток |
| ---------- | --------- | -------- |
| українська | 511       | 100%     |

## Політика

### Парламентські вибори, 2019
На позачергових парламентських виборах 2019 року у селі функціонувала окрема виборча дільниця № 610221, розташована у приміщенні клубу.
Результати
- зареєстровано 377 виборців, явка 72,41%, найбільше голосів віддано за «Слугу народу» — 40,07%, за «Європейську Солідарність» — 13,86%, за Всеукраїнське об'єднання «Батьківщина» — 12,73%.[4] В одномандатному окрузі найбільше голосів отримав Микола Люшняк (самовисування) — 34,19%, за Ігоря Сопеля (Слуга народу) — 33,46%, за Романа Василіцького (Об'єднання «Самопоміч») — 11,40%[5].

## Релігія
- церква Успіння Пресвятої Богородиці (1999, УГКЦ).

## Пам'ятники
Насипано символічну могилу Борцям за волю України.

## Соціальна сфера
Діє загальноосвітня школа І ступеня.

## Відомі мешканці

### Уродженці
- Василь Буртник — український письменник, історик, учасник ОУН-УПА.
- Ваверчак Любомир Михайлович — український військовик, учасник російсько-української війни[6].

## Галерея

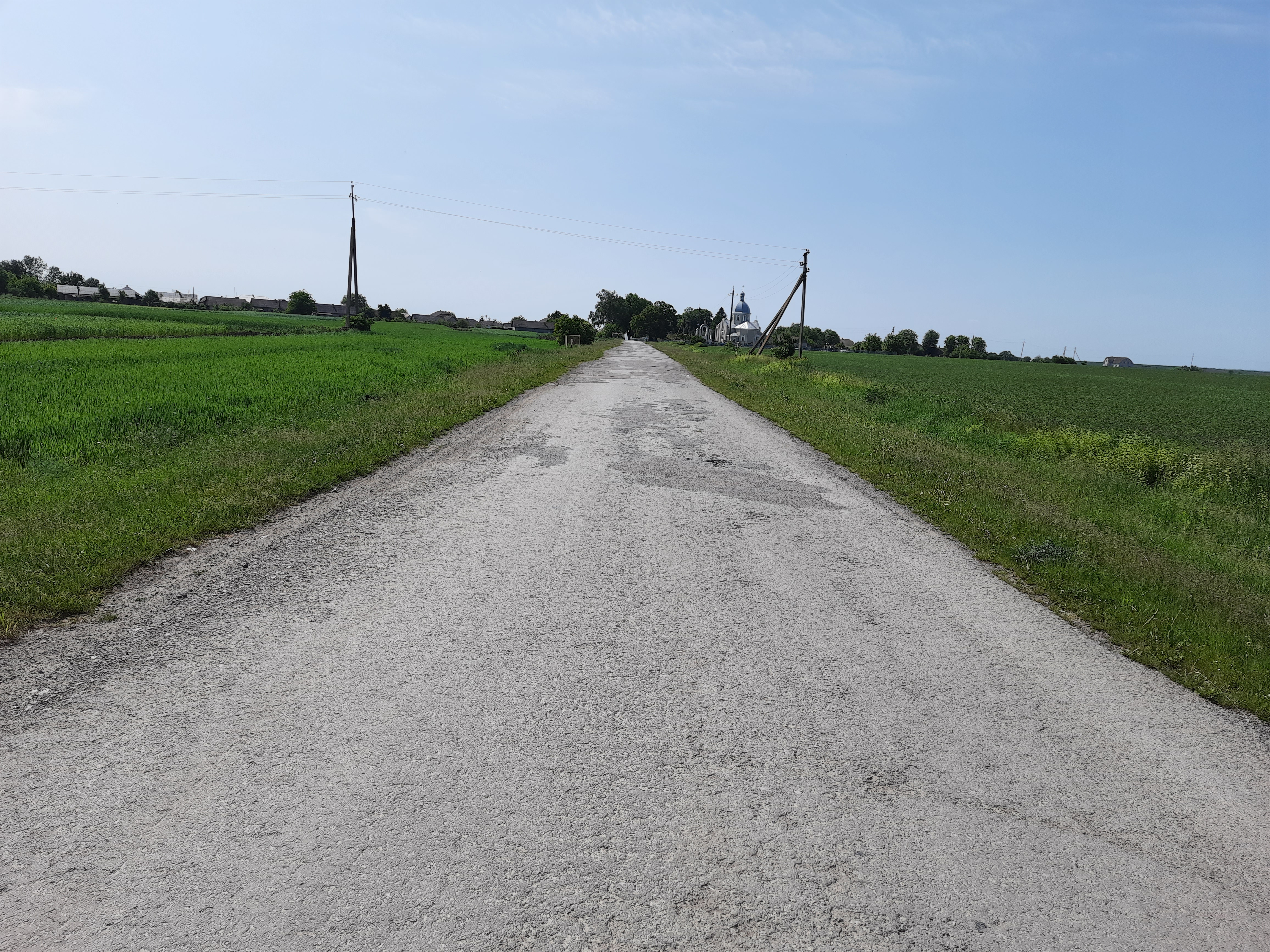
Дорога на село
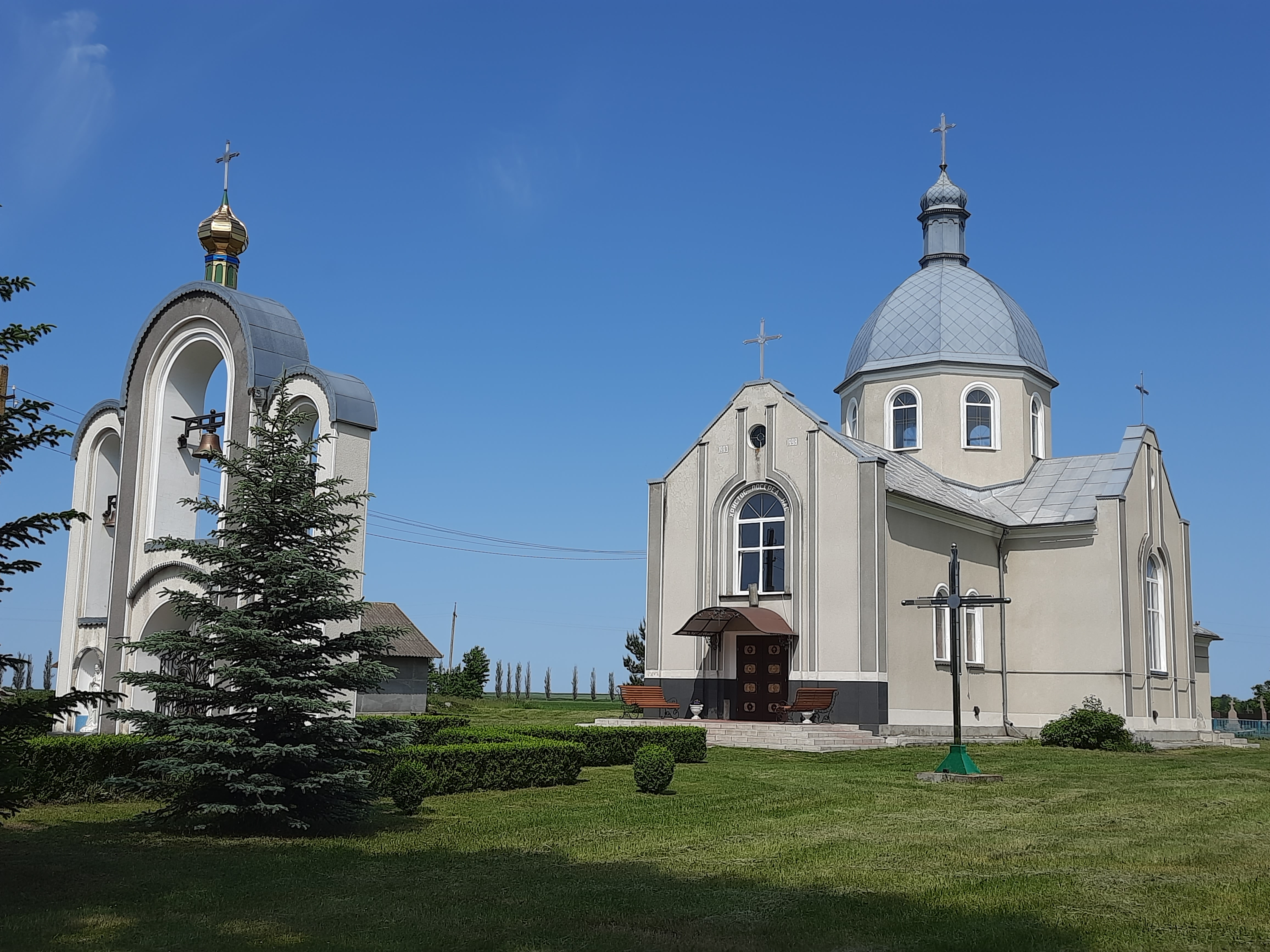
Церква Успіння Пресвятої Богородиці
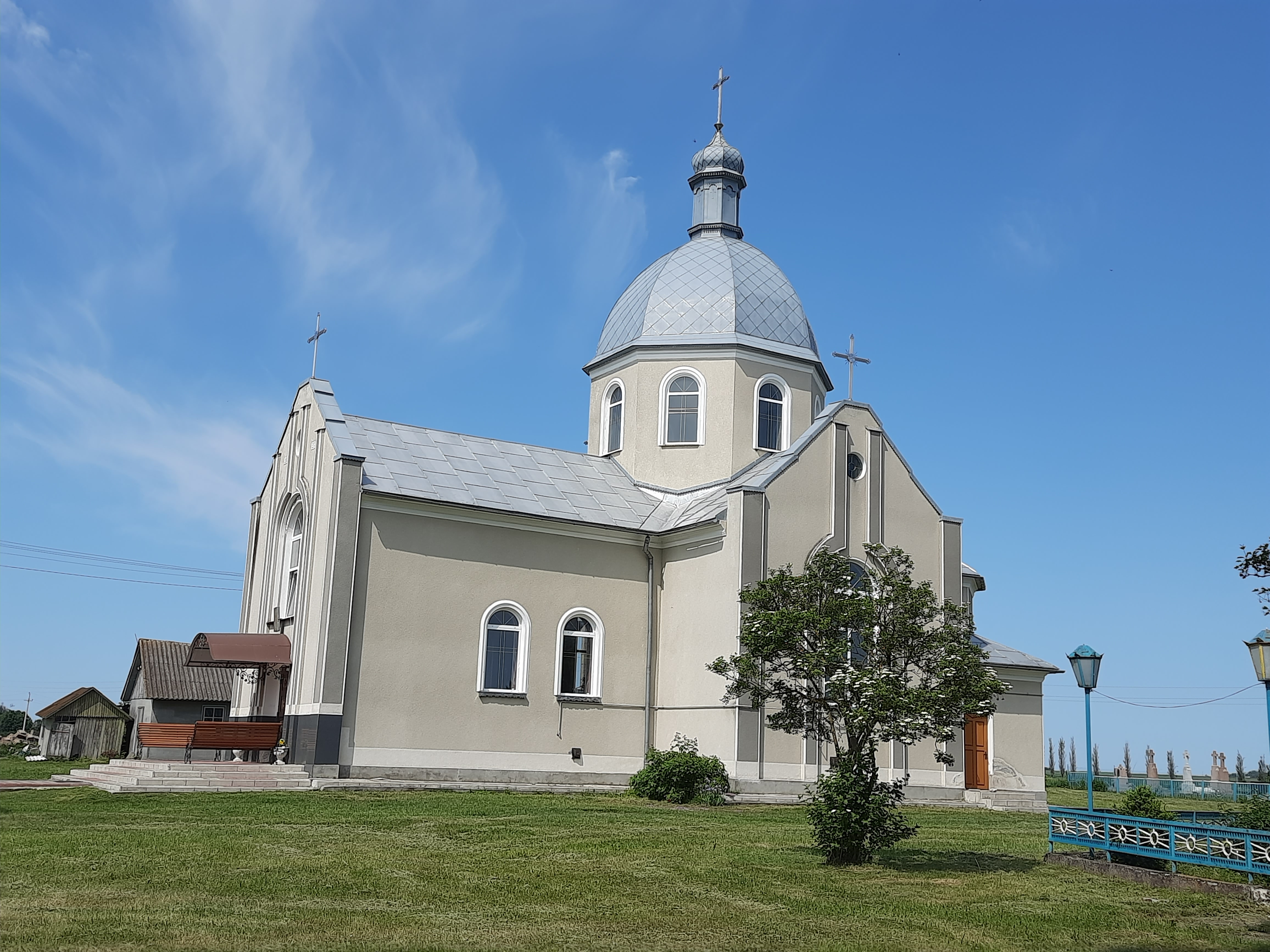
Церква Успіння Пресвятої Богородиці
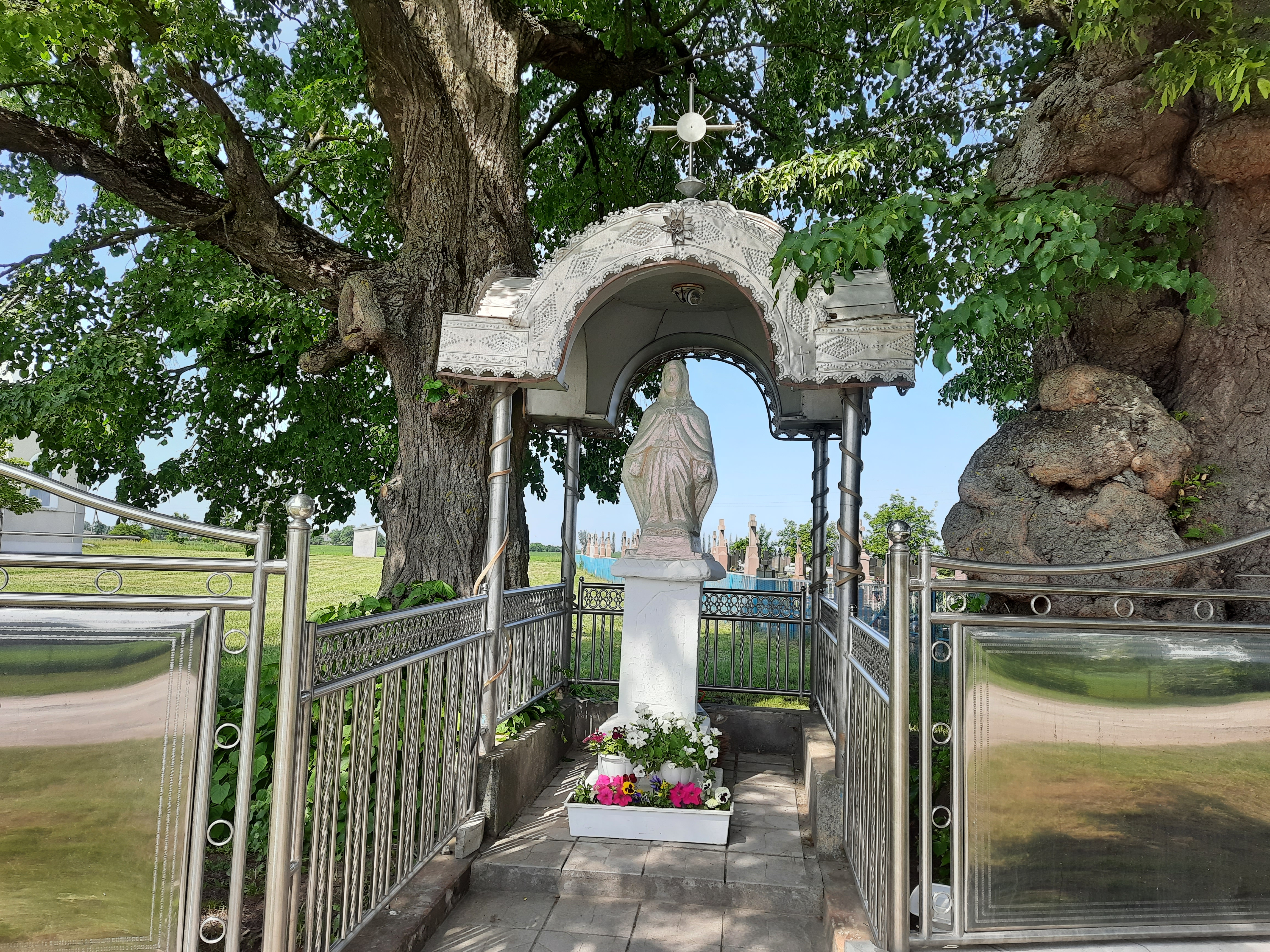
Статуя Божої Матері
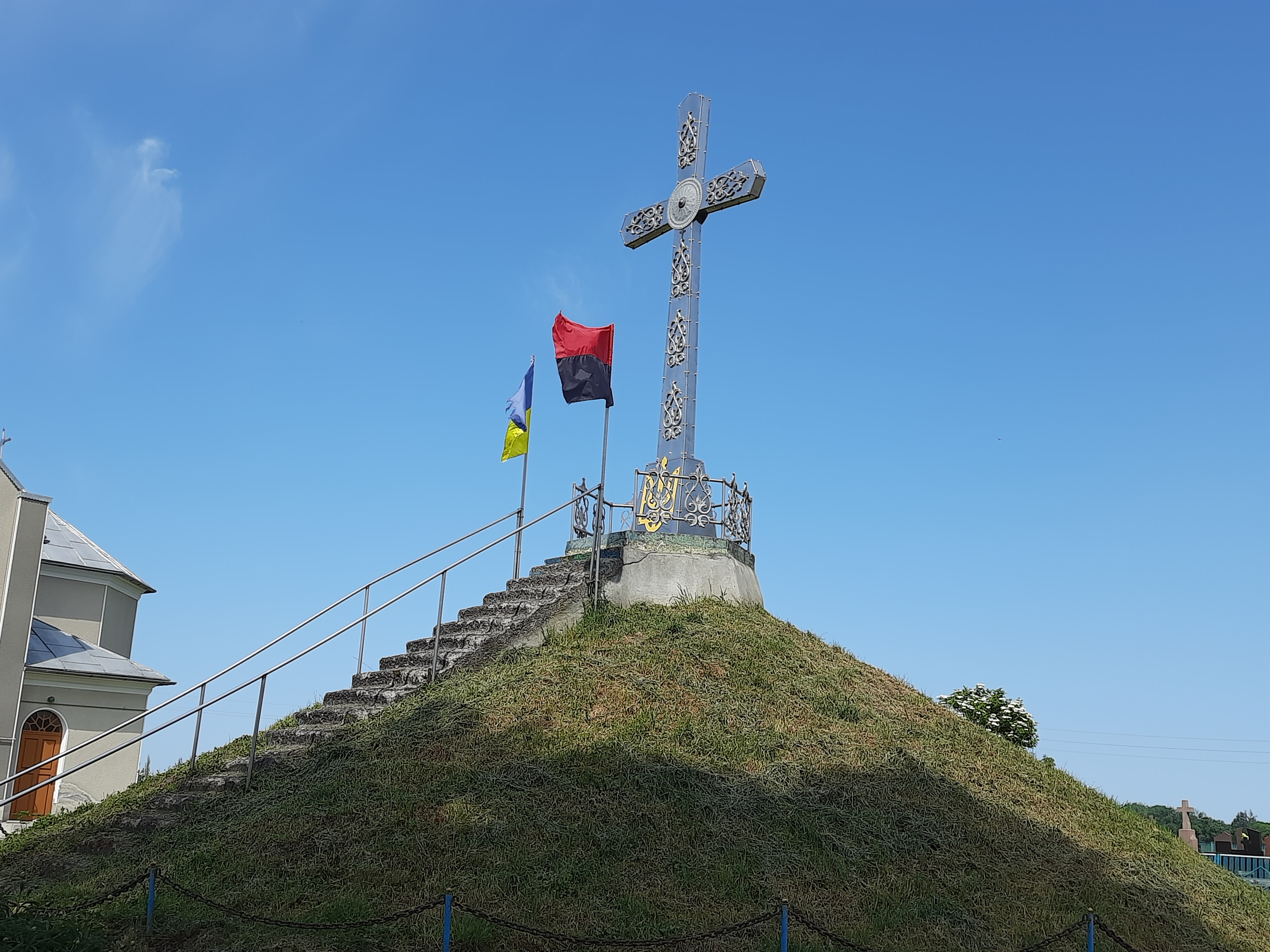
Символічна могила Борцям за волю України